# クイーンズ・クラブ選手権

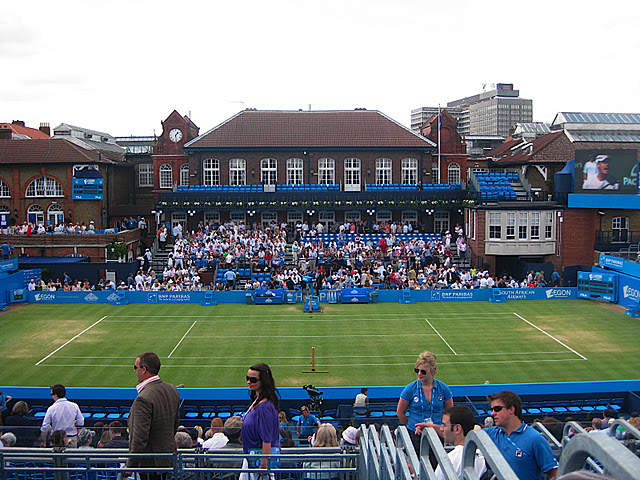
クイーンズ・クラブのセンターコート（2011年）

クイーンズ・クラブ選手権（英: Queen's Club Championships）は、毎年6月下旬にイングランドのロンドン西部ハマースミス・アンド・フラム区ウエスト・ケンジントンのクイーンズ・クラブで開催される芝コートのテニス大会である。同じく芝コートのウィンブルドン選手権の前哨戦として知られている。

## 概要
2014年まではATPツアー250であったが、2015年からATPツアー500に昇格した。1971年から1973年の3年間は男女共催で行われた。2018年からフィーバー・ツリーがタイトルスポンサーを務め、2021年から2024年はオンライン自動車販売プラットフォームのシンチがタイトルスポンサーを務める。

## 歴代優勝者

### 男子シングルス
1969年以後
| 年               | 優勝者                   | 準優勝者                         | スコア                        |
| ---------------- | ------------------------ | -------------------------------- | ----------------------------- |
| 1969             | フレッド・ストール       | ジョン・ニューカム               | 6-3, 22-20                    |
| 1970             | ロッド・レーバー         | ジョン・ニューカム               | 6-4, 6-3                      |
| 1971             | スタン・スミス           | ジョン・ニューカム               | 8-6, 6-3                      |
| 1972             | ジミー・コナーズ         | John Paish                       | 6-2, 6-3                      |
| 1973             | イリ・ナスターゼ         | ロジャー・テーラー               | 10-8, 6-3                     |
| 1974–1976        | 開催なし                 | 開催なし                         | 開催なし                      |
| 1977             | ラウル・ラミレス         | マーク・コックス                 | 9-7, 7-5                      |
| 1978             | トニー・ローチ           | ジョン・マッケンロー             | 8-6, 9-7                      |
| 1979             | ジョン・マッケンロー     | ビクトル・ペッチ                 | 6-7, 6-1, 6-1                 |
| 1980             | ジョン・マッケンロー     | キム・ウォーウィック             | 6-3, 6-1                      |
| 1981             | ジョン・マッケンロー     | ブライアン・ゴットフリート       | 7-6, 7-5                      |
| 1982             | ジミー・コナーズ         | ジョン・マッケンロー             | 7-5, 6-3                      |
| 1983             | ジミー・コナーズ         | ジョン・マッケンロー             | 6-3, 6-3                      |
| 1984             | ジョン・マッケンロー     | レイフ・シラス                   | 6-1, 3-6, 6-2                 |
| 1985             | ボリス・ベッカー         | ヨハン・クリーク                 | 6-2, 6-3                      |
| 1986             | ティム・メイヨット       | ジミー・コナーズ                 | 6-4, 2-1 途中棄権             |
| 1987             | ボリス・ベッカー         | ジミー・コナーズ                 | 6-7, 6-3, 6-4                 |
| 1988             | ボリス・ベッカー         | ステファン・エドベリ             | 6-1, 3-6, 6-3                 |
| 1989             | イワン・レンドル         | クリスト・バン・レンスバーグ     | 4-6, 6-3, 6-4                 |
| ↓ ATPツアー250 ↓ |                          |                                  |                               |
| 1990             | イワン・レンドル         | ボリス・ベッカー                 | 6-3, 6-2                      |
| 1991             | ステファン・エドベリ     | デビッド・ウィートン             | 6-2, 6-3                      |
| 1992             | ウェイン・フェレイラ     | 松岡修造                         | 6-3, 6-4                      |
| 1993             | ミヒャエル・シュティヒ   | ウェイン・フェレイラ             | 6-3, 6-4                      |
| 1994             | トッド・マーティン       | ピート・サンプラス               | 7-6(7-4), 7-6(7-4)            |
| 1995             | ピート・サンプラス       | ギー・フォルジェ                 | 7-6(7-3), 7-6(8-6)            |
| 1996             | ボリス・ベッカー         | ステファン・エドベリ             | 6-4, 7-6(7–3)                 |
| 1997             | マーク・フィリプーシス   | ゴラン・イワニセビッチ           | 7-5, 6-3                      |
| 1998             | スコット・ドレーパー     | ローレンス・ティレメン           | 7-6(7-5), 6-4                 |
| 1999             | ピート・サンプラス       | ティム・ヘンマン                 | 6-7(1-7), 6-4, 7-6(7-4)       |
| 2000             | レイトン・ヒューイット   | ピート・サンプラス               | 6-4, 6-4                      |
| 2001             | レイトン・ヒューイット   | ティム・ヘンマン                 | 7-6(7-3), 7-6(7-3)            |
| 2002             | レイトン・ヒューイット   | ティム・ヘンマン                 | 4-6, 6-1, 6-4                 |
| 2003             | アンディ・ロディック     | セバスチャン・グロジャン         | 6-3, 6-3                      |
| 2004             | アンディ・ロディック     | セバスチャン・グロジャン         | 7-6(7-4), 6-4                 |
| 2005             | アンディ・ロディック     | イボ・カロビッチ                 | 7-6(9-7), 7-6(7-4)            |
| 2006             | レイトン・ヒューイット   | ジェームズ・ブレーク             | 6-4, 6-4                      |
| 2007             | アンディ・ロディック     | ニコラ・マユ                     | 4-6, 7-6(9-7), 7-6(7-2)       |
| 2008             | ラファエル・ナダル       | ノバク・ジョコビッチ             | 7-6(8-6), 7-5                 |
| 2009             | アンディ・マリー         | ジェームズ・ブレーク             | 7-5, 6-4                      |
| 2010             | サム・クエリー           | マーディ・フィッシュ             | 7-6(7-3), 7-5                 |
| 2011             | アンディ・マリー         | ジョー＝ウィルフリード・ツォンガ | 3-6, 7-6(7-2), 6-4            |
| 2012             | マリン・チリッチ         | ダビド・ナルバンディアン         | 6-7(3-7), 4-3 失格            |
| 2013             | アンディ・マリー         | マリン・チリッチ                 | 5-7, 7-5, 6-3                 |
| 2014             | グリゴール・ディミトロフ | フェリシアーノ・ロペス           | 6-7(8-10), 7-6(7-1), 7-6(8-6) |
| ↓ ATPツアー500 ↓ |                          |                                  |                               |
| 2015             | アンディ・マリー         | ケビン・アンダーソン             | 6-3, 6-4                      |
| 2016             | アンディ・マリー         | ミロシュ・ラオニッチ             | 6-7(5-7), 6-4, 6-3            |
| 2017             | フェリシアーノ・ロペス   | マリン・チリッチ                 | 4-6, 7-6(7-2), 7-6(10-8)      |
| 2018             | マリン・チリッチ         | ノバク・ジョコビッチ             | 5-7, 7-6(7-4), 6-3            |
| 2019             | フェリシアーノ・ロペス   | ジル・シモン                     | 6-2, 6-7(4-7), 7-6(7-2)       |
| 2020             | 開催なし                 | 開催なし                         | 開催なし                      |
| 2021             | マッテオ・ベレッティーニ | キャメロン・ノリー               | 6-4, 6-7(5-7), 6-3            |
| 2022             | マッテオ・ベレッティーニ | フィリプ・クライノビッチ         | 7-5, 6-4                      |
| 2023             | カルロス・アルカラス     | アレックス・デミノー             | 6-4, 6-4                      |
| 2024             | トミー・ポール           | ロレンツォ・ムゼッティ           | 6-1, 7-6(10-8)                |
| 2025             | カルロス・アルカラス     | イジー・レヘチカ                 | 7-5, 6-7(5-7), 6-2            |

### 男子ダブルス
1969年以後
| 年               | 優勝者                                                                                         | 準優勝者                                                                                       | スコア                     |
| ---------------- | ---------------------------------------------------------------------------------------------- | ---------------------------------------------------------------------------------------------- | -------------------------- |
| 1969             | オーウェン・デビッドソン デニス・ラルストン                                                    | Ove Nils Bengtson トーマス・コッホ                                                             | 8-6, 6-3                   |
| 1970             | トム・オッカー マーティー・リーセン                                                            | アーサー・アッシュ チャーリー・パサレル                                                        | 7-9, 6-4, 9-7              |
| 1971             | トム・オッカー マーティー・リーセン                                                            | スタン・スミス エリック・バン・ディレン                                                        | 8-6, 4-6, 15-13            |
| 1972             | ジム・マクマナス ジム・オズボーン                                                              | ユルゲン・ファスベンダー カール・マイラー                                                      | 4-6, 6-3, 7-5              |
| 1973             | トム・オッカー マーティー・リーセン                                                            | Ray Keldie レイモンド・ムーア                                                                  | 6-4, 7-5                   |
| 1974–1976        | 開催なし                                                                                       | 開催なし                                                                                       | 開催なし                   |
| 1977             | アナンド・アムリトラジ ビジャイ・アムリトラジ                                                  | ジョン・ロイド デビッド・ロイド                                                                | 6-1, 6-2                   |
| 1978             | ボブ・ヒューイット フルー・マクミラン                                                          | フレッド・マクネアー ラウル・ラミレス                                                          | 6-2, 7-5                   |
| 1979             | ティム・ガリクソン トム・ガリクソン                                                            | マーティー・リーセン シャーウッド・スチュワート                                                | 6-4, 6-4                   |
| 1980             | ロッド・フローリー ジェフ・マスターズ                                                          | ポール・マクナミー シャーウッド・スチュワート                                                  | 6-2, 4-6, 11-9             |
| 1981             | パット・デュプレ ブライアン・ティーチャー                                                      | ケビン・カレン スティーブ・デントン                                                            | 3-6, 7-6, 11-9             |
| 1982             | ジョン・マッケンロー ピーター・レナート                                                        | ビクトル・アマヤ ハンク・プフィスター                                                          | 7-6, 7-5                   |
| 1983             | ブライアン・ゴットフリート ポール・マクナミー                                                  | ケビン・カレン スティーブ・デントン                                                            | 6-4, 6-3                   |
| 1984             | パット・キャッシュ ポール・マクナミー                                                          | バーナード・ミットン ブッチ・ワルツ                                                            | 6-4, 6-3                   |
| 1985             | ケン・フラック ロバート・セグソ                                                                | パット・キャッシュ ジョン・フィッツジェラルド                                                  | 3-6, 6-3, 16-14            |
| 1986             | ケビン・カレン ギー・フォルジェ                                                                | ダレン・カーヒル マーク・クラッツマン                                                          | 6-2, 7-6                   |
| 1987             | ギー・フォルジェ ヤニック・ノア                                                                | リック・リーチ ティム・ポーサット                                                              | 6-4, 6-4                   |
| 1988             | ケン・フラック ロバート・セグソ                                                                | ピーター・アルドリッチ ダニー・ヴィッサー                                                      | 6-2, 7-6                   |
| 1989             | ダレン・カーヒル マーク・クラッツマン                                                          | ティム・ポーサット ローリー・ウォーダー                                                        | 7-6, 6-3                   |
| ↓ ATPツアー250 ↓ |                                                                                                |                                                                                                |                            |
| 1990             | ジェレミー・ベイツ ケビン・カレン                                                              | アンリ・ルコント イワン・レンドル                                                              | 7-6, 6-4                   |
| 1991             | トッド・ウッドブリッジ マーク・ウッドフォード                                                  | グラント・コネル グレン・ミチバタ                                                              | 7-6, 6-4                   |
| 1992             | ジョン・フィッツジェラルド アンダース・ヤリード                                                | ゴラン・イワニセビッチ ディエゴ・ナルギソ                                                      | 6-4, 7-6                   |
| 1993             | トッド・ウッドブリッジ マーク・ウッドフォード                                                  | ニール・ブロード ゲーリー・ミュラー                                                            | 6-4, 6-7, 6-3              |
| 1994             | ヤン・アペル ヨナス・ビョルクマン                                                              | トッド・ウッドブリッジ マーク・ウッドフォード                                                  | 5-7, 7-6, 6-4              |
| 1995             | トッド・マーティン ピート・サンプラス                                                          | ヤン・アペル ヨナス・ビョルクマン                                                              | 6-4, 6-2                   |
| 1996             | トッド・ウッドブリッジ マーク・ウッドフォード                                                  | セバスチャン・ラルー アレックス・オブライエン                                                  | 6-2, 6-7, 6-3              |
| 1997             | マーク・フィリプーシス パトリック・ラフター                                                    | サンドン・ストール シリル・スーク                                                              | 6-2, 4-6, 7-5              |
| 1998             | トッド・ウッドブリッジ & マーク・ウッドフォード vs ヨナス・ビョルクマン & パトリック・ラフター | トッド・ウッドブリッジ & マーク・ウッドフォード vs ヨナス・ビョルクマン & パトリック・ラフター | 雨のため決勝中止           |
| 1999             | セバスチャン・ラルー アレックス・オブライエン                                                  | トッド・ウッドブリッジ マーク・ウッドフォード                                                  | 6-3, 7-6                   |
| 2000             | トッド・ウッドブリッジ マーク・ウッドフォード                                                  | ジョナサン・スターク エリック・タイノ                                                          | 7-6, 6-4                   |
| 2001             | ボブ・ブライアン マイク・ブライアン                                                            | エリック・タイノ デビッド・ウィートン                                                          | 6-3, 6-2                   |
| 2002             | ウェイン・ブラック ケビン・ウリエット                                                          | マヘシュ・ブパシ マックス・ミルヌイ                                                            | 7-6, 3-6, 6-3              |
| 2003             | マーク・ノールズ ダニエル・ネスター                                                            | マヘシュ・ブパシ マックス・ミルヌイ                                                            | 6-3, 6-4                   |
| 2004             | ボブ・ブライアン マイク・ブライアン                                                            | マーク・ノールズ ダニエル・ネスター                                                            | 6-3, 6-4                   |
| 2005             | ボブ・ブライアン マイク・ブライアン                                                            | ヨナス・ビョルクマン マックス・ミルヌイ                                                        | 7-6(11-9), 7-6(7-4)        |
| 2006             | ポール・ハンリー ケビン・ウリエット                                                            | ヨナス・ビョルクマン マックス・ミルヌイ                                                        | 6-4, 7-6                   |
| 2007             | マーク・ノールズ ダニエル・ネスター                                                            | ボブ・ブライアン マイク・ブライアン                                                            | 7-5, 6-4                   |
| 2008             | ダニエル・ネスター ネナド・ジモニッチ                                                          | マルセロ・メロ アンドレ・サ                                                                    | 6-4, 7-6(7-3)              |
| 2009             | ウェスリー・ムーディ ミハイル・ユージニー                                                      | マルセロ・メロ アンドレ・サ                                                                    | 6-4, 4-6, [10-6]           |
| 2010             | ノバク・ジョコビッチ ジョナサン・エルリック                                                    | カロル・ベック ダビド・スコッチ                                                                | 7-6(8-6), 2-6, [10-3]      |
| 2011             | ボブ・ブライアン マイク・ブライアン                                                            | マヘシュ・ブパシ リーンダー・パエス                                                            | 6-7(2-7), 7-6(7-4), [10-6] |
| 2012             | マックス・ミルヌイ ダニエル・ネスター                                                          | ボブ・ブライアン マイク・ブライアン                                                            | 6-3, 6-4                   |
| 2013             | ボブ・ブライアン マイク・ブライアン                                                            | アレクサンダー・ペヤ ブルーノ・ソアレス                                                        | 4-6, 7-5, [10-3]           |
| 2014             | アレクサンダー・ペヤ ブルーノ・ソアレス                                                        | ジェイミー・マリー ジョン・ピアーズ                                                            | 4-6, 7-6(7-4), [10-4]      |
| ↓ ATPツアー500 ↓ |                                                                                                |                                                                                                |                            |
| 2015             | ピエール＝ユーグ・エルベール ニコラ・マユ                                                      | マルチン・マトコフスキ ネナド・ジモニッチ                                                      | 6-2, 6-2                   |
| 2016             | ピエール＝ユーグ・エルベール ニコラ・マユ                                                      | クリス・グッチョーネ アンドレ・サ                                                              | 6-3, 7-6(7-5)              |
| 2017             | ジェイミー・マリー ブルーノ・ソアレス                                                          | ジュリアン・ベネトー エドゥアール・ロジェ＝バセラン                                            | 6-2, 6-3                   |
| 2018             | ヘンリ・コンティネン ジョン・ピアース                                                          | ジェイミー・マリー ブルーノ・ソアレス                                                          | 6-4, 6-3                   |
| 2019             | フェリシアーノ・ロペス アンディ・マリー                                                        | ラジーブ・ラム ジョー・ソールズベリー                                                          | 7-6, 5-7, [10-5]           |

### 女子シングルス
| 年        | 優勝者                       | 準優勝者               | スコア        |
| --------- | ---------------------------- | ---------------------- | ------------- |
| 1971      | マーガレット・スミス・コート | ビリー・ジーン・キング | 6-3, 3-6, 6-3 |
| 1972      | クリス・エバート             | カレン・クランツケ     | 6-4, 6-0      |
| 1973      | オルガ・モロゾワ             | イボンヌ・グーラゴング | 6-2, 6-3      |
| 1974–2024 | 開催なし                     | 開催なし               | 開催なし      |
| 2025      | タチヤナ・マリア             | アマンダ・アニシモバ   | 6-3, 6-4      |

### 女子ダブルス
| 年        | 優勝者                                    | 準優勝者                                        | スコア        |
| --------- | ----------------------------------------- | ----------------------------------------------- | ------------- |
| 1971      | ロージー・カザルス ビリー・ジーン・キング | メアリー＝アン・アイゼル バレリー・ジーゲンフス | 6-2, 8-6      |
| 1972      | ロージー・カザルス ビリー・ジーン・キング | ブレンダ・カーク パット・ウォークデン           | 5-7, 7-0, 6-2 |
| 1973      | ロージー・カザルス ビリー・ジーン・キング | フランソワーズ・デュール ベティ・ストーブ       | 4-6, 6-3, 7-5 |
| 1974–2024 | 開催なし                                  | 開催なし                                        | 開催なし      |